# Jovian

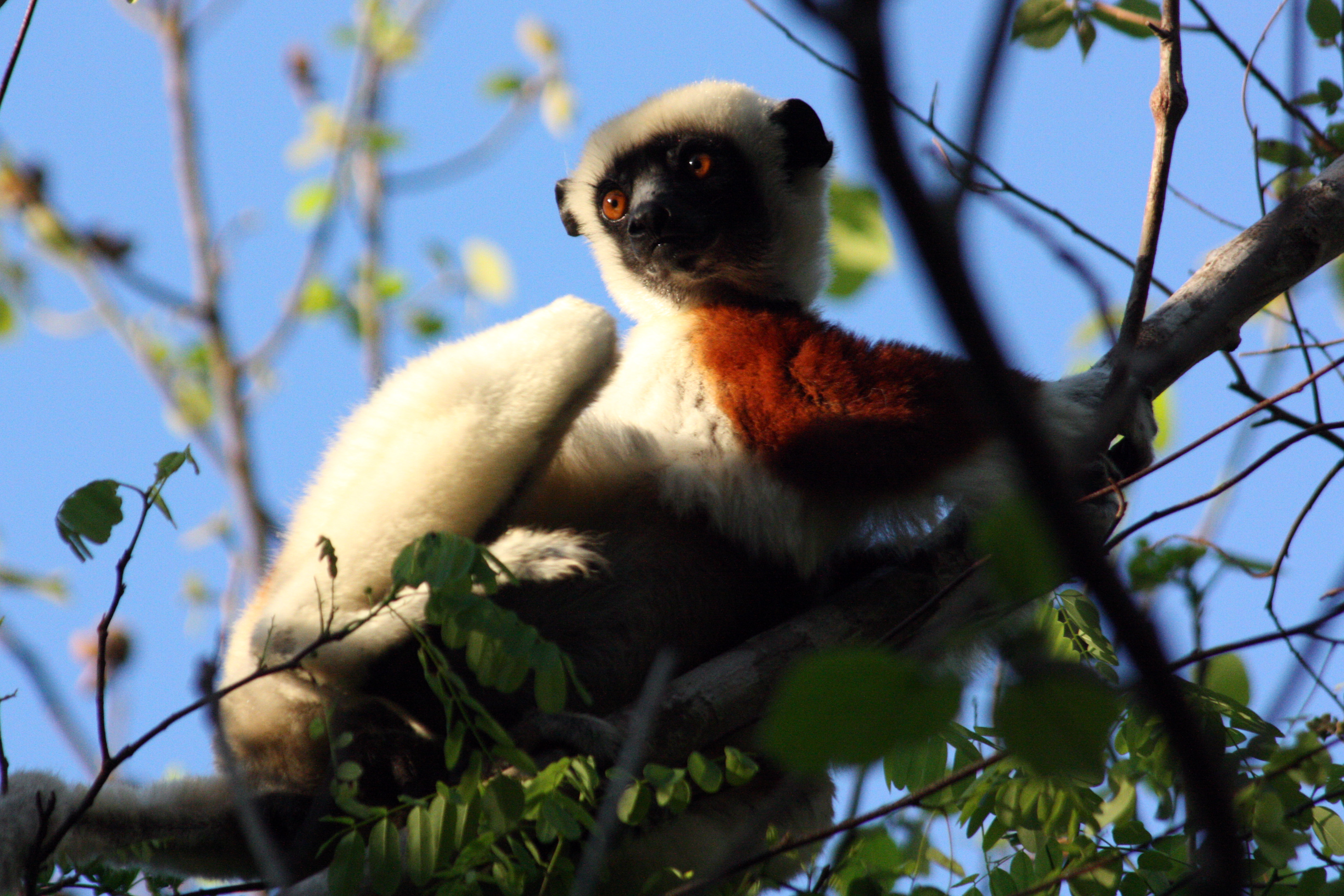

Jovian est un lémurien né le 10 avril 1994 au Duke Lemur Center, Durham, Caroline du Nord (États-Unis) et mort le 10 novembre 2014 au même endroit,  est le lémurien apparaissant dans la série pour enfants Zoboomafoo. Il s'agit d'un lémurien de type Propithèque de Coquerel.

## Biographie
Jovian est né le 10 avril 1994 à Duke Lemur Center, Durham, Caroline du Nord (États-Unis).
Il meurt le 10 novembre 2014 à l'âge de 20 ans après avoir participé à de nombreux épisodes de la série Zoboomafoo.

## Filmographie
- 1999 : Zoboomafoo (série TV) : Zoboomafoo